# Погоржі-на-Шумаві
Погоржі-на-Шумаві (чеськ. Pohoří na Šumavě (Buchoř, Puchéř (1869—1910)), нім. Buchers (Buchers, Bucherwald, Buchers bei Kaplitz, Buchers im Böhmerwald) — колишнє село, з кінця 1970-х років зникло, тепер поступово відновлюється в Новоградських горах. Суфікс «на Шумаве» дали селу в 1923 році.

## Історія міста
У середні віки лежало на горі «Велешінське господарство». У той час були там ліси (так званий Fagosilvanum, Бухенвальд букові дерева, що ростуть тут). В році 1524 місцевий струмок назвали Погоржі. Перше поселення недалеко від гори побудував граф Филипп Емануель Буквоу, заклавши скляний завод в 1695. Самі Погоржі поступово зростали при дорозі до Фрайштадту з 1758 року, коли почали будувати на землі перші будівлі. Розвиток селища був досить швидким, так що через сорок років воно вже мало 68 будинків зі 116 сім'ями. У роках 1793—1796 був введений систематичний розподіл землі. Жителі Гірського селища назвали своє село, хоча статут не зробили.
За даними перепису 1890 року в селі було 186 будинків з 1323 жителів (1077 німців і чехів 246). Населення в основному працювало в сільському господарстві і по дому. Найвідомішою діяльністю було малювання святих на склі, які потім експортуються по всій Європі. Цей метод поширився на всі Новоградські гори з обох боків кордону. З придбанням важливості гірського хребта також збільшили свій розмір і створення нових підприємств і організацій, таких, як, наприклад Пивоварня (річний обсяг виробництва 1110 гектолітрів, в експлуатації з 1791 по 1889), лікеро-горілчаний завод (1789—1860), Hamr (з 1834 року), з 1848 пошта, телефон 1887 і 1889. Був також загін добровольців пожежних з 1888 року, місцевий відділ Deutscher Böhmerwaldbund (створена в 1895). Поважний список професій був в 1923 році: торгівля хлібом, кухар-кондитер, два торговця худоби, перевезення людей, два магазини галантереї, годинники, дві бакалійні лавки, вісім готелів, магазин іграшок, колісник, коваль, два кравці для чоловіків, бар міцних спиртних напоїв, млинар, два шевці, пекар, два м'ясники, чотири продуктові магазини, два тютюнові, два теслі, муляра, Кредитні спілки Погоржі й околиць.
Після Другої світової війни громадяни німецької національності становили більшість місцевого населення, що були переміщенні. Нові поселенці в основному прийшли з Румунії та Угорщини. Працювали в лісі, розводили овець і кіз для виробництва сиру. Після 1951, коли було близько 70 жителів, село стало частиною прикордонної зони. Після 1955, було 23 будинків, населення 72 осіб. Наприкінці шістдесятих років налічувалося близько 35 осіб. У 1978 село не мало постійного населення, і більшість з решти будинків були зруйновані військовими. Поруч з церквою частково збереглися і частково відновлено кладовище. Поруч з головною дорогою, недалеко від церкви стоїть пам'ятник жертвам Першої світової війни з написом «Nie Wieder Krieg!» («Ні війні»).

## Охорона природи
В межах Погоржі-на-Шумаві знаходиться кілька невеликих охоронюваних територій: Myslivna, Pohořské rašeliniště, Prameniště Pohořského potoka, Stodůlecký vrch, U tři můstku.

## Економіка
У Погоржах-на-Шумаві роблять мармелад.